# گیان
گیان یکی از شهرهای لر نشین استان همدان در غرب ایران است. این شهر مرکز بخش گیان شهرستان نهاوند است. جمعیت شهر گیان در سال ۱۳۹۵، برابر با ۸٬۱۸۶ نفر بوده است.

## جغرافیا
شهر گیان در جنوب غرب شهرستان نهاوند قرار دارد. جنگل گیان نهاوند به عنوان تنها جنگل طبیعی استان همدان جز و یکی از مناطق حفاظت شده جنگلی به‌شمار می‌آید؛ و همچنین تپه باستانی گیان به تمدنی با قدمت بیش از شش هزار سال پیش از میلاد مسیح در شهر گیان واقع است.

## اقتصاد
اقتصاد شهرگیان مبتنی بر توریسم (گردشگری تاریخی و تفریحی)، کشاورزی، دامپروری و جالیزکاری می‌باشد. خربزه‌های گیان معروف هستند.

## محلات
محلات گیان عبارتند از محله چاله، میان ده، کایان، قلعه بالا، سرکوچه، کاکول آباد، سرچشمه، جوکله، کاکله

## آب و هوا
از لحاظ آب و هوایی گیان دارای یک دوره مشخص مرطوب از آبان تا اردیبهشت با بارندگی در حدود ۵۰۰ میلی‌متر و یک دوره خشک با حداقل بارش از خردادتا مهرماه می‌باشد. سامانه‌های بارشی سودانی و مدیترانه ای رطوبت بارش‌های گیان تأمین می‌نمایند. با فرارسیدن ماه خرداد بتدریج سیستم پرفشار جنب حاره ای موجب خشک شدن اقلیم گیان می‌شود. دوره اوج تابستان در اواخر تیرماه و دوره اوج زمستان اواخر دی ماه می‌باشد.
از اواسط مهر ماه سرمای شدید شروع می‌شود و تا اواسط اردیبهشت این سرما ادامه دارد.